# Danh sách đĩa nhạc của Beyoncé
Nữ ca sĩ người Mỹ Beyoncé đã cho ra mắt 7 album phòng thu (studio albums), 5 album trực tiếp (live albums), 3 album tổng hợp, 5 đĩa mở rộng (EPs), 1 album nhạc phim, 2 album nhạc karaoke, và 83 đĩa đơn (singles) (trong đó có 15 đĩa đơn dưới vai trò nghệ sĩ hợp tác, 11 đĩa đơn quảng bá và 6 đĩa đơn từ thiện). Cho đến nay, Beyoncé đã bán được hơn 200 triệu đĩa trên toàn thế giới với tư cách là nghệ sĩ solo, và hơn 60 triệu bản dưới danh nghĩa thành viên của nhóm nhạc nữ Destiny's Child, khiến cô trở thành một trong những nghệ sĩ bán chạy nhất mọi thời đại. Billboard xếp cô thứ 37 trong danh sách những nghệ sĩ vĩ đại nhất mọi thời đại.
Hiệp hội Công nghiệp Ghi âm Hoa Kỳ (RIAA) công nhận cô là Nghệ sĩ được chứng nhận hàng đầu của thập kỷ 2000. Theo RIAA, Beyoncé đã bán được 29,5 triệu album và 114 triệu đĩa đơn (với tư cách là nghệ sĩ chính) tại Hoa Kỳ. Tính đến tháng 8 năm 2022, RIAA liệt kê tổng doanh số được chứng nhận của cô với tư cách là một nghệ sĩ solo (bao gồm dưới vai trò nghệ sĩ hợp tác) là hơn 171 triệu bản ở Hoa Kỳ. Ngoài ra, Beyoncé đã bán được 17 triệu album tại Hoa Kỳ với tư cách là một thành viên của nhóm nhạc nữ Destiny's Child.

## Album

### Album phòng thu

#### Album riêng
| Tiêu đề              | Chi tiết album | Vị trí cao nhất trên bảng xếp hạng | Vị trí cao nhất trên bảng xếp hạng | Vị trí cao nhất trên bảng xếp hạng | Vị trí cao nhất trên bảng xếp hạng | Vị trí cao nhất trên bảng xếp hạng | Vị trí cao nhất trên bảng xếp hạng | Vị trí cao nhất trên bảng xếp hạng | Vị trí cao nhất trên bảng xếp hạng | Vị trí cao nhất trên bảng xếp hạng | Vị trí cao nhất trên bảng xếp hạng | Chứng nhận | Doanh số |
| Tiêu đề              | Chi tiết album | Mỹ                                 | Anh                                | CAN                                | Đức                                | IRE                                | HL                                 | NZ                                 | Pháp                               | TS                                 | Úc                                 | Chứng nhận | Doanh số |
| -------------------- | --- | ---------------------------------- | ---------------------------------- | ---------------------------------- | ---------------------------------- | ---------------------------------- | ---------------------------------- | ---------------------------------- | ---------------------------------- | ---------------------------------- | ---------------------------------- | --- | --- |
| Dangerously in Love  | - Phát hành: 23 tháng 6, 2003 (Anh) - Hãng: Columbia - Định dạng: CD, LP, tải nhạc                                 | 1                                  | 1                                  | 1                                  | 1                                  | 1                                  | 4                                  | 8                                  | 14                                 | 2                                  | 2                                  | - RIAA: 4× Bạch kim - ARIA: 3× Bạch kim - BPI: 4× Bạch kim - BVMI: Bạch kim - IFPI SWI: Bạch kim - MC: Bạch kim - NVPI: Vàng - RMNZ: Bạch kim - SNEP: 2× Vàng           | - Toàn cầu: 11,000,000 - Mỹ: 5,100,000 (tính đến 2015) - Anh: 1,260,000 (tính đến 2020)                             |
| B'Day                | - Phát hành: 1 tháng 9, 2006 (Mỹ) - Hãng: Sony Urban Music, Columbia - Định dạng: CD, CD/DVD, LP, tải nhạc         | 1                                  | 3                                  | 3                                  | 5                                  | 3                                  | 5                                  | 8                                  | 12                                 | 2                                  | 8                                  | - RIAA: 3× Bạch kim - ARIA: Bạch kim - BPI: Bạch kim+Vàng - BVMI: Vàng - IFPI SWI: Vàng - IRMA: 3× Bạch kim - MC: Bạch kim - NVPI: Vàng - RMNZ: Bạch kim - SNEP: Vàng   | - Toàn cầu: 8,000,000 - Mỹ: 3,610,000 (tính đến 2015) - Anh: 700,000 (bản tiêu chuẩn; tính đến 2011)                |
| I Am... Sasha Fierce | - Phát hành: 14 tháng 11, 2008 - Hãng: Music World, Columbia - Định dạng: CD, CD/DVD, tải nhạc                     | 1                                  | 2                                  | 6                                  | 17                                 | 1                                  | 6                                  | 3                                  | 20                                 | 7                                  | 3                                  | - RIAA: 2× Bạch kim - ARIA: 3× Bạch kim - BPI: 6× Bạch kim - BVMI: Bạch kim - IFPI SWI: Vàng - IRMA: 2× Bạch kim - MC: 3× Bạch kim - NVPI: Bạch kim - RMNZ: 2× Bạch kim | - Toàn cầu: 8,000,000 - Mỹ: 3,380,000 (tính đến 2015) - Anh: 1,740,000 (tính đến 2020)                              |
| 4                    | - Phát hành: 24 tháng 6, 2011 - Hãng: Parkwood, Columbia - Định dạng: CD, tải nhạc                                 | 1                                  | 1                                  | 3                                  | 5                                  | 1                                  | 2                                  | 3                                  | 2                                  | 1                                  | 2                                  | - RIAA: Bạch kim - ARIA: Bạch kim - BPI: 2× Bạch kim - IRMA: Bạch kim - MC: Vàng - RMNZ: Vàng - SNEP: Vàng                                                              | - Mỹ: 1,500,000 - Anh: 791,000 (tính đến 2020)                                                                      |
| Beyoncé              | - Phát hành: 13 tháng 12, 2013 - Hãng: Parkwood, Columbia - Định dạng: CD, CD/DVD, CD/Blu-ray, LP, tải nhạc        | 1                                  | 2                                  | 1                                  | 11                                 | 2                                  | 1                                  | 2                                  | 10                                 | 4                                  | 1                                  | - RIAA: 2× Bạch kim - ARIA: Bạch kim - BPI: 2× Bạch kim - IFPI SWI: Vàng - IRMA: Vàng - MC: Bạch kim - RMNZ: Bạch kim - SNEP: Vàng                                      | - Toàn cầu: 5,000,000 - Mỹ: 2,512,000 (tính đến 2015) - Anh: 418,000 (tính đến 2014)                                |
| Lemonade             | - Phát hành: 23 tháng 4, 2016 - Hãng: Parkwood, Columbia - Định dạng: CD/DVD, LP, tải nhạc, phát trực tuyến        | 1                                  | 1                                  | 1                                  | 3                                  | 1                                  | 1                                  | 1                                  | 7                                  | 2                                  | 1                                  | - RIAA: 3× Bạch kim - ARIA: Bạch kim - BPI: Bạch kim - IFPI SWI: Vàng - MC: 2× Bạch kim - RMNZ: Vàng                                                                    | - Toàn cầu: 2,500,000 - Mỹ: 1,554,000 (tính đến 2016) - Pháp: 30,000 (tính đến 2016) - Anh: 484,000 (tính đến 2021) |
| Renaissance          | - Phát hành: 29 tháng 7, 2022 - Hãng: Parkwood, Columbia - Định dạng: Box set, CD, digital download, streaming, LP | 1                                  | 1                                  | 1                                  | 1                                  | 2                                  | 1                                  | 1                                  | 1                                  | 3                                  | 1                                  | - US: 190,000 | - BPI: Bạc - RMNZ: Vàng                                                                                             |

#### Album hợp tác
| Tiêu đề            | Chi tiết album | Vị trí cao nhất trên bảng xếp hạng | Vị trí cao nhất trên bảng xếp hạng | Vị trí cao nhất trên bảng xếp hạng | Vị trí cao nhất trên bảng xếp hạng | Vị trí cao nhất trên bảng xếp hạng | Vị trí cao nhất trên bảng xếp hạng | Vị trí cao nhất trên bảng xếp hạng | Vị trí cao nhất trên bảng xếp hạng | Vị trí cao nhất trên bảng xếp hạng | Vị trí cao nhất trên bảng xếp hạng | Doanh số     | Chứng nhận   |
| Tiêu đề            | Chi tiết album | Mỹ                                 | Anh                                | CAN                                | Đức                                | HL                                 | IRE                                | NZ                                 | Pháp                               | TS                                 | Úc                                 | Doanh số     | Chứng nhận   |
| ------------------ | --- | ---------------------------------- | ---------------------------------- | ---------------------------------- | ---------------------------------- | ---------------------------------- | ---------------------------------- | ---------------------------------- | ---------------------------------- | ---------------------------------- | ---------------------------------- | ------------ | ------------ |
| Everything Is Love | - Với Jay-Z; dưới nghệ danh the Carters - Phát hành: 16 tháng 6, 2018 - Hãng: Parkwood, Columbia, UMG, Roc Nation - Định dạng: CD, phát trực tuyến, tải nhạc | 2                                  | 5                                  | 4                                  | 23                                 | 4                                  | 10                                 | 12                                 | 44                                 | 5                                  | 6                                  | - Mỹ: 70,000 | - RIAA: Vàng |

### Album nhạc phim
| Tiêu đề                 | Chi tiết album                                                                 | Vị trí cao nhất bảng xếp hạng | Vị trí cao nhất bảng xếp hạng | Vị trí cao nhất bảng xếp hạng | Vị trí cao nhất bảng xếp hạng | Vị trí cao nhất bảng xếp hạng | Vị trí cao nhất bảng xếp hạng | Vị trí cao nhất bảng xếp hạng | Vị trí cao nhất bảng xếp hạng | Vị trí cao nhất bảng xếp hạng | Vị trí cao nhất bảng xếp hạng | Doanh số     |
| Tiêu đề                 | Chi tiết album                                                                 | Mỹ                            | Mỹ R&B /HH                    | Mỹ OST                        | CAN                           | Đức                           | HL                            | NZ                            | Pháp                          | TS                            | Úc                            | Doanh số     |
| ----------------------- | ------------------------------------------------------------------------------ | ----------------------------- | ----------------------------- | ----------------------------- | ----------------------------- | ----------------------------- | ----------------------------- | ----------------------------- | ----------------------------- | ----------------------------- | ----------------------------- | ------------ |
| The Lion King: The Gift | - Phát hành: 19 tháng 7, 2019 - Hãng: Parkwood, Columbia - Định dạng: Tải nhạc | 2                             | 1                             | 1                             | 4                             | 48                            | 3                             | 16                            | 28                            | 20                            | 12                            | - US: 11,000 |

### Album trực tiếp
| Tiêu đề                                                        | Chi tiết album                                                                                      | Vị trí cao nhất trên bảng xếp hạng | Vị trí cao nhất trên bảng xếp hạng | Vị trí cao nhất trên bảng xếp hạng | Vị trí cao nhất trên bảng xếp hạng | Vị trí cao nhất trên bảng xếp hạng | Vị trí cao nhất trên bảng xếp hạng | Vị trí cao nhất trên bảng xếp hạng | Vị trí cao nhất trên bảng xếp hạng | Vị trí cao nhất trên bảng xếp hạng | Chứng nhận   | Doanh số                                      |
| Tiêu đề                                                        | Chi tiết album                                                                                      | Mỹ                                 | Mỹ R&B /HH                         | Anh                                | CAN                                | Đức                                | HL                                 | Nhật                               | TS                                 | Úc                                 | Chứng nhận   | Doanh số                                      |
| -------------------------------------------------------------- | --------------------------------------------------------------------------------------------------- | ---------------------------------- | ---------------------------------- | ---------------------------------- | ---------------------------------- | ---------------------------------- | ---------------------------------- | ---------------------------------- | ---------------------------------- | ---------------------------------- | ------------ | --------------------------------------------- |
| Live at Wembley                                                | - Phát hành: 26 tháng 4, 2004 - Hãng: Columbia - Định dạng: CD/DVD                                  | 17                                 | 8                                  | —                                  | —                                  | 59                                 | —                                  | 8                                  | 73                                 | —                                  | - RIAJ: Vàng | - Mỹ: 197,000 (tính đến 2010) - Nhật: 100,000 |
| The Beyoncé Experience Live                                    | - Phát hành: 16 tháng 11, 2007 - Hãng: Columbia - Định dạng: CD/DVD, tải nhạc                       | —                                  | —                                  | —                                  | —                                  | —                                  | —                                  | 22                                 | —                                  | —                                  |              |                                               |
| I Am... Yours: An Intimate Performance at Wynn Las Vegas       | - Phát hành: 20 tháng 11, 2009 - Hãng: Columbia - Định dạng: CD/DVD, tải nhạc                       | —                                  | —                                  | 150                                | —                                  | 85                                 | 66                                 | 43                                 | —                                  | —                                  |              |                                               |
| I Am... World Tour                                             | - Phát hành: 26 tháng 11, 2010 - Hãng: Columbia - Định dạng: CD/DVD, tải nhạc                       | —                                  | 40                                 | —                                  | —                                  | —                                  | —                                  | 76                                 | —                                  | —                                  |              |                                               |
| Homecoming: The Live Album                                     | - Phát hành: 17 tháng 4, 2019 - Hãng: Parkwood, Columbia - Định dạng: Tải nhạc, phát trực tuyến, LP | 4                                  | 2                                  | 25                                 | 7                                  | 41                                 | 9                                  | —                                  | 15                                 | 18                                 |              | - Mỹ: 14,000 (chỉ có doanh số tuần đầu)       |
| "—" biểu thị album không được phát hành hoặc xếp hạng tại đây. | |                                    |                                    |                                    |                                    |                                    |                                    |                                    |                                    |                                    |              |                                               |

### Album tổng hợp
| Tiêu đề                                                        | Chi tiết album                                                                          | Vị trí cao nhất trên bảng xếp hạng | Vị trí cao nhất trên bảng xếp hạng | Vị trí cao nhất trên bảng xếp hạng | Vị trí cao nhất trên bảng xếp hạng | Doanh số                     |
| Tiêu đề                                                        | Chi tiết album                                                                          | Mỹ                                 | Mỹ R&B /HH                         | Mỹ Dance                           | CRO                                | Doanh số                     |
| -------------------------------------------------------------- | --------------------------------------------------------------------------------------- | ---------------------------------- | ---------------------------------- | ---------------------------------- | ---------------------------------- | ---------------------------- |
| Dangerously in Love / Live at Wembley                          | - Phát hành: 9 tháng 12, 2008 (Mỹ) - Hãng: Columbia - Định dạng: CD/DVD                 | —                                  | —                                  | —                                  | 37                                 |                              |
| Above and Beyoncé: Video Collection & Dance Mixes              | - Phát hành: 16 tháng 6, 2009 (Mỹ) - Hãng: Columbia - Định dạng: CD/DVD, tải nhạc       | 35                                 | 23                                 | 2                                  | —                                  | - Mỹ: 14,000 (tính đến 2009) |
| Beyoncé: Platinum Edition                                      | - Phát hành: 24 tháng 11, 2014 - Hãng: Parkwood, Columbia - Định dạng: CD/DVD, tải nhạc | —                                  | —                                  | —                                  | —                                  |                              |
| "—" biểu thị album không được phát hành hoặc xếp hạng tại đây. |                                                                                         |                                    |                                    |                                    |                                    |                              |

### Album nhạc hòa tấu
| Tiêu đề                      | Chi tiết album                                                            |
| ---------------------------- | ------------------------------------------------------------------------- |
| Beyoncé Karaoke Hits, Vol. I | - Phát hành: March 11, 2008 (Mỹ) - Hãng: Columbia - Định dạng: Tải nhạc   |
| Live in Vegas Instrumentals  | - Phát hành: 28 tháng 9, 2010 (Mỹ) - Hãng: Columbia - Định dạng: Tải nhạc |

## Đĩa mở rộng
| Tiêu đề                                                             | Chi tiết đĩa mở rộng                                                             | Vị trí cao nhất trên bảng xếp hạng | Vị trí cao nhất trên bảng xếp hạng | Vị trí cao nhất trên bảng xếp hạng | Vị trí cao nhất trên bảng xếp hạng | Vị trí cao nhất trên bảng xếp hạng | Vị trí cao nhất trên bảng xếp hạng | Chứng nhận | Doanh số                     |
| Tiêu đề                                                             | Chi tiết đĩa mở rộng                                                             | Mỹ                                 | Mỹ R&B /HH                         | Mỹ Dance                           | Mỹ Latin                           | Anh                                | NZ                                 | Chứng nhận | Doanh số                     |
| ------------------------------------------------------------------- | -------------------------------------------------------------------------------- | ---------------------------------- | ---------------------------------- | ---------------------------------- | ---------------------------------- | ---------------------------------- | ---------------------------------- | ---------- | ---------------------------- |
| True Star: A Private Performance                                    | - Phát hành: 2004 (Mỹ) - Hãng: SME - Định dạng: CD                               | —                                  | —                                  | —                                  | —                                  | —                                  | —                                  |            |                              |
| Irreemplazable                                                      | - Phát hành: 28 tháng 8, 2007 - Hãng: Columbia - Định dạng: CD/DVD, CD, tải nhạc | 105                                | 41                                 | —                                  | 3                                  | —                                  | —                                  |            | - Mỹ: 57,000 (tính đến 2010) |
| Heat                                                                | - Phát hành: February 2011 (Mỹ) - Hãng: Columbia - Định dạng: CD                 | —                                  | —                                  | —                                  | —                                  | —                                  | —                                  |            |                              |
| 4: The Remix                                                        | - Phát hành: 23 tháng 4, 2012 - Hãng: Parkwood, Columbia - Định dạng: Tải nhạc   | —                                  | 30                                 | 11                                 | —                                  | —                                  | —                                  | - BPI: Bạc |                              |
| More Only                                                           | - Phát hành 24 tháng 11, 2014 - Hãng: Parkwood, Columbia - Định dạng: Tải nhạc   | 8                                  | 3                                  | —                                  | —                                  | 41                                 | 24                                 | - BPI: Bạc | - Mỹ: 43,000 - Anh: 60,000   |
| "—" biểu thị đĩa mở rộng không được phát hành hay xếp hạng tại đây. |                                                                                  |                                    |                                    |                                    |                                    |                                    |                                    |            |                              |

## Đĩa đơn

### Là nghệ sĩ chính
| Tiêu đề                                                                 | Năm  | Vị trí cao nhất trên bảng xếp hạng | Vị trí cao nhất trên bảng xếp hạng | Vị trí cao nhất trên bảng xếp hạng | Vị trí cao nhất trên bảng xếp hạng | Vị trí cao nhất trên bảng xếp hạng | Vị trí cao nhất trên bảng xếp hạng | Vị trí cao nhất trên bảng xếp hạng | Vị trí cao nhất trên bảng xếp hạng | Vị trí cao nhất trên bảng xếp hạng | Vị trí cao nhất trên bảng xếp hạng | Chứng nhận | Album                                                                        |
| Tiêu đề                                                                 | Năm  | Mỹ                                 | Anh                                | CAN                                | Đức                                | HL                                 | Pháp                               | IRE                                | NZ                                 | TS                                 | Úc                                 | Chứng nhận | Album                                                                        |
| ----------------------------------------------------------------------- | ---- | ---------------------------------- | ---------------------------------- | ---------------------------------- | ---------------------------------- | ---------------------------------- | ---------------------------------- | ---------------------------------- | ---------------------------------- | ---------------------------------- | ---------------------------------- | --- | ---------------------------------------------------------------------------- |
| "Work It Out"                                                           | 2002 | —                                  | 7                                  | —                                  | 75                                 | 30                                 | 87                                 | 12                                 | 36                                 | 48                                 | 21                                 | - ARIA: Vàng | Austin Powers in Goldmember                                                  |
| "Crazy in Love" (hợp tác với Jay-Z                                      | 2003 | 1                                  | 1                                  | 2                                  | 6                                  | 2                                  | 21                                 | 1                                  | 2                                  | 3                                  | 2                                  | - RIAA: Vàng - ARIA: Bạch kim - BPI: 2× Bạch kim - RMNZ: Vàng                                                                    | Dangerously in Love                                                          |
| "Fighting Temptation" (với Missy Elliott, MC Lyte và Free)              | 2003 | —                                  | —                                  | 34                                 | 54                                 | 13                                 | —                                  | —                                  | —                                  | —                                  | —                                  | | The Fighting Temptations                                                     |
| "Baby Boy" (hợp tác với Sean Paul)                                      | 2003 | 1                                  | 2                                  | 2                                  | 4                                  | 8                                  | 8                                  | 6                                  | 2                                  | 5                                  | 3                                  | - RIAA: Vàng - ARIA: Bạch kim - BPI: Vàng                                                                                        | Dangerously in Love                                                          |
| "Me, Myself and I"                                                      | 2003 | 4                                  | 11                                 | 7                                  | 35                                 | 14                                 | —                                  | 21                                 | 18                                 | 41                                 | 11                                 | - BPI: Bạc | Dangerously in Love                                                          |
| "Summertime" (hợp tác với P. Diddy)                                     | 2003 | —                                  | —                                  | —                                  | —                                  | —                                  | —                                  | —                                  | —                                  | —                                  | —                                  | | The Fighting Temptations                                                     |
| "Naughty Girl"                                                          | 2004 | 3                                  | 10                                 | 2                                  | 16                                 | 10                                 | 18                                 | 14                                 | 6                                  | 18                                 | 9                                  | - RIAA: Vàng - ARIA: Vàng - BPI: Bạc - RMNZ: Bạch kim                                                                            | Dangerously in Love                                                          |
| "The Closer I Get to You" (với Luther Vandross)                         | 2004 | —                                  | —                                  | —                                  | —                                  | —                                  | —                                  | —                                  | —                                  | —                                  | —                                  | | Dangerously in Love và Dance with My Father                                  |
| "Wishing on a Star"                                                     | 2005 | —                                  | —                                  | —                                  | —                                  | —                                  | —                                  | —                                  | —                                  | —                                  | —                                  | | Roll Bounce                                                                  |
| "Check on It" (hợp tác với Bun B & Slim Thug)                           | 2005 | 1                                  | 3                                  | 5                                  | 11                                 | 5                                  | 32                                 | 5                                  | 1                                  | 7                                  | —                                  | - RIAA: Vàng - BPI: Bạc - MC: Vàng                                                                                               | #1's                                                                         |
| "Déjà Vu" (hợp tác với Jay-Z)                                           | 2006 | 4                                  | 1                                  | 14                                 | 9                                  | 17                                 | 23                                 | 3                                  | 15                                 | 3                                  | 12                                 | - RIAA: Vàng - BPI: Bạc | B'Day                                                                        |
| "Ring the Alarm"                                                        | 2006 | 11                                 | —                                  | —                                  | —                                  | —                                  | —                                  | —                                  | —                                  | —                                  | —                                  | - RIAA: Vàng | B'Day                                                                        |
| "Irreplaceable"                                                         | 2006 | 1                                  | 4                                  | 2                                  | 11                                 | 3                                  | 10                                 | 1                                  | 1                                  | 9                                  | 1                                  | - RIAA: 2× Bạch kim - ARIA: Bạch kim - BPI: 2× Bạch kim - RMNZ: Bạch kim                                                         | B'Day                                                                        |
| "Listen"                                                                | 2007 | 61                                 | 8                                  | —                                  | 18                                 | —                                  | —                                  | 6                                  | —                                  | —                                  | —                                  | - BPI: Bạch kim | Dreamgirls                                                                   |
| "Beautiful Liar" (với Shakira)                                          | 2007 | 3                                  | 1                                  | 2                                  | 1                                  | 1                                  | 1                                  | 1                                  | 1                                  | 1                                  | 5                                  | - RIAA: Bạch kim - ARIA: 2× Bạch kim - BPI: Bạch kim - BVMI: Vàng - RMNZ: Vàng                                                   | B'Day                                                                        |
| "Get Me Bodied"                                                         | 2007 | 46                                 | —                                  | —                                  | —                                  | —                                  | —                                  | —                                  | —                                  | —                                  | —                                  | | B'Day                                                                        |
| "Green Light"                                                           | 2007 | —                                  | 12                                 | —                                  | —                                  | 18                                 | —                                  | 46                                 | —                                  | —                                  | —                                  | | B'Day                                                                        |
| "Until the End of Time" (với Justin Timberlake)                         | 2007 | 17                                 | —                                  | —                                  | —                                  | —                                  | —                                  | —                                  | 31                                 | —                                  | —                                  | | FutureSex/LoveSounds                                                         |
| "If I Were a Boy"                                                       | 2008 | 3                                  | 1                                  | 4                                  | 3                                  | 1                                  | 5                                  | 2                                  | 2                                  | 3                                  | 3                                  | - RIAA: 2× Bạch kim - ARIA: 3× Bạch kim - BPI: 2× Bạch kim - BVMI: Vàng - IFPI SWI: Bạch kim - MC: 2× Bạch kim - RMNZ: Bạch kim  | I Am... Sasha Fierce                                                         |
| "Single Ladies (Put a Ring on It)"                                      | 2008 | 1                                  | 7                                  | 2                                  | 3                                  | 8                                  | 68                                 | 4                                  | 2                                  | 40                                 | 5                                  | - RIAA: 4× Bạch kim - ARIA: 5× Bạch kim - BPI: 2× Bạch kim - BVMI: Vàng - MC: 2× Bạch kim - RMNZ: Bạch kim                       | I Am... Sasha Fierce                                                         |
| "At Last"                                                               | 2008 | 67                                 | —                                  | 79                                 | —                                  | —                                  | —                                  | —                                  | —                                  | —                                  | —                                  | | Cadillac Records                                                             |
| "Diva"                                                                  | 2009 | 19                                 | 72                                 | —                                  | —                                  | —                                  | —                                  | 50                                 | 26                                 | —                                  | 40                                 | - RIAA: Vàng - BPI: Bạc | I Am... Sasha Fierce                                                         |
| "Halo"                                                                  | 2009 | 5                                  | 4                                  | 3                                  | 5                                  | 9                                  | 9                                  | 4                                  | 2                                  | 4                                  | 3                                  | - RIAA: 2× Bạch kim - ARIA: 7× Bạch kim - BPI: 3× Bạch kim - BVMI: Bạch kim - IFPI SWI: Bạch kim - MC: Bạch kim - RMNZ: Bạch kim | I Am... Sasha Fierce                                                         |
| "Ego"                                                                   | 2009 | 39                                 | 60                                 | —                                  | —                                  | 42                                 | —                                  | —                                  | 11                                 | —                                  | —                                  | - RMNZ: Vành | I Am... Sasha Fierce                                                         |
| "Sweet Dreams"                                                          | 2009 | 10                                 | 5                                  | 17                                 | 8                                  | 26                                 | —                                  | 4                                  | 1                                  | 16                                 | 2                                  | - RIAA: Bạch kim - ARIA: Bạch kim - BPI: Bạch kim - RMNZ: Bạch kim                                                               | I Am... Sasha Fierce                                                         |
| "Broken-Hearted Girl"                                                   | 2009 | —                                  | 27                                 | —                                  | 14                                 | —                                  | —                                  | 20                                 | —                                  | 62                                 | 14                                 | - BPI: Vàng | I Am... Sasha Fierce                                                         |
| "Video Phone" (đơn ca hoặc hợp tác với Lady Gaga)                       | 2009 | 65                                 | 58                                 | —                                  | —                                  | 49                                 | —                                  | —                                  | 32                                 | —                                  | 31                                 | | I Am... Sasha Fierce                                                         |
| "Why Don't You Love Me"                                                 | 2010 | —                                  | 51                                 | —                                  | —                                  | —                                  | —                                  | —                                  | —                                  | —                                  | 73                                 | | I Am... Sasha Fierce                                                         |
| "Run the World (Girls)"                                                 | 2011 | 29                                 | 11                                 | 16                                 | —                                  | 8                                  | 12                                 | 11                                 | 9                                  | 22                                 | 10                                 | - RIAA: Vàng - ARIA: 2× Bạch kim - BPI: Bạch kim - MC: Bạch kim - RMNZ: Vàng                                                     | 4                                                                            |
| "Best Thing I Never Had"                                                | 2011 | 16                                 | 3                                  | 27                                 | 29                                 | 23                                 | 61                                 | 2                                  | 5                                  | 35                                 | 17                                 | - RIAA: Bạch kim - ARIA: Bạch kim - BPI: Bạch kim - MC: Vàng - RMNZ: Vàng                                                        | 4                                                                            |
| "Party" (hợp tác với André 3000)                                        | 2011 | 50                                 | —                                  | —                                  | —                                  | —                                  | —                                  | —                                  | —                                  | —                                  | —                                  | | 4                                                                            |
| "Love on Top"                                                           | 2011 | 20                                 | 13                                 | 65                                 | —                                  | 23                                 | 83                                 | 21                                 | 14                                 | —                                  | 20                                 | - RIAA: Vàng - ARIA: 2× Bạch kim - BPI: Bạch kim                                                                                 | 4                                                                            |
| "Countdown"                                                             | 2011 | 71                                 | 35                                 | 62                                 | —                                  | 52                                 | —                                  | 45                                 | —                                  | —                                  | —                                  | - RIAA: Vàng - BPI: Vàng | 4                                                                            |
| "I Care"                                                                | 2012 | —                                  | —                                  | —                                  | —                                  | —                                  | —                                  | —                                  | —                                  | —                                  | —                                  | | 4                                                                            |
| "End of Time"                                                           | 2012 | —                                  | 39                                 | —                                  | —                                  | —                                  | —                                  | 27                                 | —                                  | —                                  | —                                  | - BPI: Bạc | 4                                                                            |
| "XO"                                                                    | 2013 | 45                                 | 22                                 | 36                                 | 68                                 | 24                                 | 99                                 | 15                                 | 10                                 | —                                  | 16                                 | - RIAA: Bạch kim - ARIA: Bạch kim - BPI: Vàng - MC: Vàng                                                                         | Beyoncé                                                                      |
| "Drunk in Love" (hợp tác với Jay-Z)                                     | 2013 | 2                                  | 9                                  | 23                                 | 70                                 | 36                                 | 9                                  | 10                                 | 7                                  | 40                                 | 22                                 | - RIAA: 3× Platinum - ARIA: Platinum - BPI: Bạch kim - BVMI: Vàng - MC: Bạch kim - RMNZ: Vàng                                    | Beyoncé                                                                      |
| "Partition"                                                             | 2014 | 23                                 | 74                                 | 100                                | —                                  | —                                  | 120                                | 57                                 | —                                  | —                                  | —                                  | - RIAA: Bạch kim - BPI: Bạc | Beyoncé                                                                      |
| "Pretty Hurts"                                                          | 2014 | —                                  | 63                                 | 78                                 | 83                                 | 87                                 | 133                                | 56                                 | —                                  | 67                                 | 47                                 | - BPI: Bạc | Beyoncé                                                                      |
| "Flawless" (hợp tác với Chimamanda Ngozi Adichie / Nicki Minaj)         | 2014 | 41                                 | 65                                 | 88                                 | —                                  | —                                  | 83                                 | 77                                 | —                                  | —                                  | —                                  | - BPI: Bạc | Beyoncé                                                                      |
| "7/11"                                                                  | 2014 | 13                                 | 33                                 | 43                                 | 78                                 | 48                                 | 11                                 | 54                                 | 24                                 | 74                                 | 41                                 | - RIAA: Bạch kim - BPI: Bạch kim - RMNZ: Vàng                                                                                    | Beyoncé                                                                      |
| "Ring Off"                                                              | 2014 | —                                  | 81                                 | —                                  | —                                  | 84                                 | 110                                | —                                  | —                                  | —                                  | —                                  | | Beyoncé                                                                      |
| "Formation"                                                             | 2016 | 10                                 | 31                                 | 32                                 | 74                                 | —                                  | 24                                 | 59                                 | —                                  | —                                  | 17                                 | - RIAA: Bạch kim - ARIA: Vàng - MC: Bạch kim - BPI: Bạc                                                                          | Lemonade                                                                     |
| "Sorry"                                                                 | 2016 | 11                                 | 33                                 | 40                                 | —                                  | —                                  | 62                                 | 82                                 | —                                  | —                                  | 74                                 | - RIAA: Bạch kim - ARIA: Vàng - BPI: Bạc                                                                                         | Lemonade                                                                     |
| "Hold Up"                                                               | 2016 | 13                                 | 11                                 | 37                                 | —                                  | —                                  | 14                                 | 52                                 | —                                  | —                                  | 25                                 | - RIAA: Bạch kim - ARIA: Vàng - BPI: Vàng                                                                                        | Lemonade                                                                     |
| "Freedom" (hợp tác với Kendrick Lamar)                                  | 2016 | 35                                 | 40                                 | 60                                 | —                                  | —                                  | 53                                 | 95                                 | —                                  | —                                  | 62                                 | | Lemonade                                                                     |
| "All Night"                                                             | 2016 | 38                                 | 60                                 | 73                                 | —                                  | —                                  | 71                                 | —                                  | —                                  | —                                  | —                                  | | Lemonade                                                                     |
| "Perfect Duet" (với Ed Sheeran)                                         | 2017 | 1                                  | —                                  | 1                                  | —                                  | 1                                  | —                                  | —                                  | 1                                  | —                                  | —                                  | - RMNZ: 2× Bạch kim | Đĩa đơn không thuộc album                                                    |
| "Spirit"                                                                | 2019 | —                                  | 99                                 | —                                  | 65                                 | 92                                 | —                                  | —                                  | —                                  | 98                                 | 59                                 | | The Lion King: Original Motion Picture Soundtrack và The Lion King: The Gift |
| "Brown Skin Girl" (với Saint Jhn và Wizkid hợp tác với Blue Ivy Carter) | 2019 | 76                                 | 42                                 | 60                                 | —                                  | —                                  | —                                  | 50                                 | —                                  | —                                  | —                                  | - MC: Vàng | The Lion King: The Gift                                                      |
| "Black Parade"                                                          | 2020 | 37                                 | 76                                 | 70                                 | —                                  | —                                  | 45                                 | —                                  | —                                  | —                                  | 49                                 | - RIAA: Vàng |                                                                              |
| "Be Alive"                                                              | 2021 | —                                  | —                                  | —                                  | —                                  | —                                  | —                                  | —                                  | —                                  | —                                  | —                                  | | Đĩa đơn không thuộc album                                                    |
| "Break My Soul"                                                         | 2022 | 1                                  | 6                                  | 4                                  | 18                                 | 42                                 | 1                                  | 14                                 | 16                                 | 15                                 | 2                                  | - RIAA: Vàng - ARIA: Bạch kim - BPI: Vàng - MC: Vàng - SNEP: Vàng - IFPI SWI: Vàng                                               | Renaissance                                                                  |
| "Cuff It"                                                               | 2022 | 13                                 | 8                                  | 22                                 | 14                                 | 29                                 | 6                                  | 22                                 | 3                                  | 18                                 | 5                                  | - ARIA: Vàng - BPI: Bạch kim - RMNZ: Vàng                                                                                        | Renaissance                                                                  |
| "—" biểu thị cho đĩa đơn không được phát hành hoặc xếp hạng tại đây..   |      |                                    |                                    |                                    |                                    |                                    |                                    |                                    |                                    |                                    |                                    | |                                                                              |

### Là nghệ sĩ nổi bật
| "I Got That" (Amil hợp tác với Beyoncé)                                     | 2000 | —  | —   | —  | —  | —  | —  | —  | —   | —  | —  | | All Money Is Legal                    |
| "'03 Bonnie & Clyde" (Jay-Z hợp tác với Beyoncé)                            | 2002 | 4  | 2   | 6  | 6  | 5  | 8  | 4  | 25  | 1  | 2  | - RIAA: Vàng - ARIA: Bạch kim - BPI: Bạc                                                                                              | The Blueprint 2: The Gift & The Curse |
| "Hollywood" (Jay-Z hợp tác với Beyoncé)                                     | 2007 | —  | —   | —  | —  | —  | —  | —  | —   | —  | 98 | | Kingdom Come                          |
| "Love in This Club Part II" (Usher hợp tác với Beyoncé và Lil Wayne)        | 2008 | 18 | —   | 69 | —  | —  | —  | —  | —   | —  | 96 | | Here I Stand                          |
| "Put It in a Love Song" (Alicia Keys hợp tác với Beyoncé)                   | 2010 | —  | —   | 71 | —  | —  | 26 | 24 | —   | —  | 18 | - ARIA: Vàng | The Element of Freedom                |
| "Telephone" (Lady Gaga hợp tác với Beyoncé)                                 | 2010 | 3  | 1   | 3  | 3  | 6  | 1  | 3  | 3   | 3  | 3  | - RIAA: 5× Bạch kim - ARIA: 3× Bạch kim - BPI: Bạch kim - BVMI: Vàng - IFPI SWI: Vàng - MC: 3× Bạch kim - RMNZ: Bạch kim - SNEP: Vàng | The Fame Monster                      |
| "Lift Off" (Jay-Z và Kanye West hợp tác với Beyoncé)                        | 2011 | —  | 48  | —  | —  | —  | —  | —  | —   | —  | 81 | | Watch the Throne                      |
| "Part II (On the Run)" (Jay-Z hợp tác với Beyoncé)                          | 2014 | 77 | 93  | —  | —  | —  | —  | —  | 187 | —  | —  | - RIAA: Vàng | Magna Carta Holy Grail                |
| "Say Yes" (Michelle Williams hợp tác với Beyoncé và Kelly Rowland)          | 2014 | —  | 106 | —  | —  | —  | —  | —  | 90  | —  | —  | | Journey to Freedom                    |
| "Runnin' (Lose It All)" (Naughty Boy hợp tác với Beyoncé và Arrow Benjamin) | 2015 | 90 | 4   | 61 | 85 | 14 | 12 | 10 | 1   | 24 | 22 | - ARIA: Vàng - BPI: Bạch kim - RMNZ: Bạch kim                                                                                         | Đĩa đơn không thuộc album             |
| "Shining" (DJ Khaled hợp tác với Beyoncé và Jay-Z)                          | 2017 | 57 | 71  | 72 | —  | —  | —  | —  | 75  | —  | 93 | - RIAA: Bạch kim - MC: Vàng | Grateful                              |
| "Mi Gente" (Remix) (J Balvin và Willy William hợp tác với Beyoncé)          | 2017 | 3  | —   | 2  | —  | 1  | —  | 39 | —   | 16 | 11 | - RIAA: 68× Bạch kim (Latin) - ARIA: Bạch kim                                                                                         | Đĩa đơn không thuộc album             |
| "Walk on Water" (Eminem hợp tác với Beyoncé)                                | 2017 | 14 | 7   | 22 | 16 | 14 | 8  | 18 | 13  | 5  | 10 | - BPI: Bạc - MC: Bạch kim | Revival                               |
| "Top Off" (DJ Khaled hợp tác với Jay-Z, Future và Beyoncé)                  | 2018 | 22 | 41  | 48 | 98 | —  | 67 | —  | 55  | 66 | —  | - RIAA: Vàng | Father of Asahd                       |
| "Savage Remix" (Megan Thee Stallion hợp tác với Beyoncé)                    | 2020 | 1  | —   | 9  | —  | 28 | —  | 2  | —   | —  | —  | - RMNZ: Bạch kim | Good News                             |
| "—" biểu thị đĩa đơn không được phát hành hoặc xếp hạng tại đây.            |      |    |     |    |    |    |    |    |     |    |    | |                                       |

### Đĩa đơn quảng bá
| Tiêu đề                                                                | Năm  | Vị trí cao nhất trên bảng xếp hạng | Vị trí cao nhất trên bảng xếp hạng | Vị trí cao nhất trên bảng xếp hạng | Vị trí cao nhất trên bảng xếp hạng | Vị trí cao nhất trên bảng xếp hạng | Vị trí cao nhất trên bảng xếp hạng | Vị trí cao nhất trên bảng xếp hạng | Chứng nhận | Album                          |
| Tiêu đề                                                                | Năm  | Mỹ                                 | Mỹ R&B /HH                         | Anh                                | CAN                                | Pháp                               | IRE                                | Úc                                 | Chứng nhận | Album                          |
| ---------------------------------------------------------------------- | ---- | ---------------------------------- | ---------------------------------- | ---------------------------------- | ---------------------------------- | ---------------------------------- | ---------------------------------- | ---------------------------------- | ---------- | ------------------------------ |
| "Daddy"                                                                | 2003 | —                                  | —                                  | —                                  | —                                  | —                                  | —                                  | —                                  |            | Dangerously in Love            |
| "What's It Gonna Be"                                                   | 2003 | —                                  | —                                  | —                                  | —                                  | —                                  | —                                  | —                                  |            | Dangerously in Love            |
| "One Night Only" (với Deena Jones and the Dreams)                      | 2006 | —                                  | —                                  | 67                                 | —                                  | —                                  | —                                  | —                                  |            | Dreamgirls                     |
| "Upgrade U" (hợp tác với Jay-Z)                                        | 2006 | 59                                 | 11                                 | —                                  | —                                  | —                                  | —                                  | —                                  | - BPI: Bạc | B'Day                          |
| "Si Yo Fuera un Chico"                                                 | 2009 | —                                  | —                                  | —                                  | —                                  | —                                  | —                                  | —                                  |            | I Am... Sasha Fierce           |
| "Sing a Song"                                                          | 2009 | —                                  | —                                  | —                                  | —                                  | —                                  | —                                  | —                                  |            | Wow! Wow! Wubbzy!: Sing-a-Song |
| "Fever"                                                                | 2010 | —                                  | —                                  | —                                  | —                                  | —                                  | —                                  | —                                  |            | Heat                           |
| "1+1"                                                                  | 2011 | 57                                 | —                                  | 71                                 | 82                                 | —                                  | —                                  | —                                  |            | 4                              |
| "Daddy Lessons" (hợp tác với Dixie Chicks)                             | 2016 | 41                                 | 26                                 | 40                                 | 62                                 | 90                                 | —                                  | —                                  | - BPI: Bạc | Lemonade                       |
| "Die with You"                                                         | 2017 | —                                  | —                                  | 62                                 | —                                  | 51                                 | —                                  | —                                  |            | Đĩa đơn không thuộc album      |
| "Mood 4 Eva" (với Jay-Z và Childish Gambino hợp tác với Oumou Sangaré) | 2019 | 90                                 | —                                  | 56                                 | 48                                 | 64                                 | 54                                 | 33                                 |            | The Lion King: The Gift        |
| "—" biểu thị cho đĩa đơn không được phát hành hay xếp hạng tại đây.    |      |                                    |                                    |                                    |                                    |                                    |                                    |                                    |            |                                |

### Đĩa đơn từ thiện
| "What More Can I Give" (với The All Stars)                      | 2003 | —  | —  | —  | —  | —  | —  | —  | - Nhằm tưởng niệm các nạn nhân trong Sự kiện 11 tháng 9.                                                            |
| "The Star Spangled Banner (Super Bowl XXXVIII Performance)"     | 2004 | —  | —  | —  | —  | —  | —  | —  | - Thu âm trực tiếp tại Super Bowl XXXVIII vào năm 2004.                                                             |
| "Just Stand Up!" (với nghệ sĩ trong Stand Up to Cancer)         | 2008 | 11 | 57 | 26 | 10 | 11 | 19 | 39 | - Một phần trong chiến dịch Stand Up to Cancer.                                                                     |
| "God Bless the USA"                                             | 2011 | —  | —  | —  | —  | —  | —  | —  | - Nhằm gây quỹ cho Quỹ lợi ích vì trẻ em và những người góa có bạn đời là công an hoặc cảnh sát ở New York.         |
| "Irreplaceable" (Live at Glastonbury)                           | 2011 | —  | —  | 33 | —  | —  | —  | —  | - Nhằm gây quỹ cho Oxfam, WaterAid và Greenpeace.                                                                   |
| "Black Parade"                                                  | 2020 | 37 | —  | 49 | —  | 45 | —  | 76 | - Nhằm gây quỹ cho Quỹ đầu tư tác động doanh nghiệp của người da đen BeyGOOD, quản lý bởi Liên đoàn Đô thị Quốc gia |
| "—" biểu thị đĩa đơn không được phát hành hay xếp hạng tại đây. |      |    |    |    |    |    |    |    | |

## Bài hát khác được xếp hạng
| Tiêu đề                                                                          | Năm  | Vị trí xếp hạng cao nhất | Vị trí xếp hạng cao nhất | Vị trí xếp hạng cao nhất | Vị trí xếp hạng cao nhất | Vị trí xếp hạng cao nhất | Vị trí xếp hạng cao nhất | Vị trí xếp hạng cao nhất | Vị trí xếp hạng cao nhất | Vị trí xếp hạng cao nhất | Vị trí xếp hạng cao nhất | Chứng nhận                     | Album                                       |
| Tiêu đề                                                                          | Năm  | Mỹ                       | Mỹ R&B /HH               | Anh                      | CAN                      | Đức                      | HL                       | IRE                      | Pháp                     | TS                       | Úc                       | Chứng nhận                     | Album                                       |
| -------------------------------------------------------------------------------- | ---- | ------------------------ | ------------------------ | ------------------------ | ------------------------ | ------------------------ | ------------------------ | ------------------------ | ------------------------ | ------------------------ | ------------------------ | ------------------------------ | ------------------------------------------- |
| "Sexy Lil' Thug"                                                                 | 2003 | —                        | 67                       | —                        | —                        | —                        | —                        | —                        | —                        | —                        | —                        |                                | Speak My Mind                               |
| "Dangerously in Love 2"                                                          | 2004 | 57                       | 17                       | —                        | —                        | —                        | —                        | —                        | —                        | —                        | —                        |                                | Dangerously in Love                         |
| "A Woman Like Me"                                                                | 2006 | —                        | —                        | —                        | —                        | —                        | —                        | —                        | —                        | —                        | —                        |                                | Đĩa đơn không thuộc album                   |
| "Kitty Kat"                                                                      | 2006 | —                        | 66                       | —                        | —                        | —                        | —                        | —                        | —                        | —                        | —                        |                                | B'Day                                       |
| "Lost Your Mind"                                                                 | 2006 | —                        | —                        | —                        | —                        | —                        | —                        | —                        | —                        | —                        | —                        |                                | B'Day                                       |
| "Freakum Dress"                                                                  | 2006 | —                        | —                        | —                        | —                        | —                        | —                        | —                        | —                        | —                        | —                        |                                | B'Day                                       |
| "Resentment"                                                                     | 2006 | —                        | —                        | —                        | —                        | —                        | —                        | —                        | —                        | —                        | —                        |                                | B'Day                                       |
| "Irreemplazable"                                                                 | 2007 | —                        | —                        | —                        | —                        | 78                       | —                        | —                        | —                        | —                        | —                        |                                | Irreemplazable                              |
| "Ave Maria"                                                                      | 2008 | —                        | —                        | 150                      | —                        | —                        | —                        | —                        | —                        | —                        | 90                       |                                | I Am... Sasha Fierce                        |
| "Radio"                                                                          | 2009 | —                        | —                        | —                        | —                        | —                        | 14                       | —                        | —                        | —                        | —                        |                                | I Am... Sasha Fierce                        |
| "Halo" (live)                                                                    | 2010 | —                        | —                        | —                        | 58                       | —                        | —                        | —                        | —                        | —                        | —                        |                                | Hope for Haiti Now                          |
| "See Me Now" (Kanye West hợp tác với Beyoncé, Charlie Wilson và Big Sean)        | 2010 | —                        | —                        | —                        | —                        | —                        | —                        | —                        | —                        | —                        | —                        |                                | My Beautiful Dark Twisted Fantasy           |
| "Love a Woman" (Mary J. Blige hợp tác với Beyoncé)                               | 2011 | —                        | 89                       | —                        | —                        | —                        | —                        | —                        | —                        | —                        | —                        |                                | My Life II... The Journey Continues (Act 1) |
| "I Miss You"                                                                     | 2011 | —                        | —                        | 184                      | —                        | —                        | —                        | —                        | —                        | —                        | —                        |                                | 4                                           |
| "I Was Here"                                                                     | 2011 | —                        | —                        | 131                      | —                        | —                        | —                        | 88                       | —                        | 74                       | 85                       |                                | 4                                           |
| "Dance for You"                                                                  | 2011 | 78                       | 6                        | 147                      | —                        | —                        | —                        | —                        | —                        | —                        | —                        |                                | 4                                           |
| "Haunted"                                                                        | 2013 | —                        | —                        | 158                      | —                        | —                        | —                        | —                        | 99                       | —                        | —                        |                                | Beyoncé                                     |
| "Mine" (hợp tác với Drake)                                                       | 2013 | 82                       | 25                       | 65                       | 82                       | —                        | —                        | —                        | 159                      | —                        | —                        |                                | Beyoncé                                     |
| "Blow"                                                                           | 2013 | —                        | 48                       | —                        | —                        | —                        | 63                       | —                        | —                        | —                        | —                        |                                | Beyoncé                                     |
| "Standing on the Sun" (Remix) (hợp tác với Mr. Vegas)                            | 2014 | —                        | 45                       | 170                      | —                        | —                        | —                        | —                        | —                        | —                        | —                        |                                | More Only                                   |
| "Feeling Myself" (Nicki Minaj hợp tác với Beyoncé)                               | 2014 | 39                       | 12                       | 64                       | 67                       | —                        | —                        | —                        | 53                       | —                        | 52                       | - RIAA: 2× Bạch kim - BPI: Bạc | The Pinkprint                               |
| "Pray You Catch Me"                                                              | 2016 | 37                       | 22                       | 52                       | 71                       | —                        | —                        | —                        | 96                       | —                        | 97                       |                                | Lemonade                                    |
| "Don't Hurt Yourself" (hợp tác với Jack White)                                   | 2016 | 28                       | 16                       | 36                       | 53                       | 106                      | —                        | —                        | 47                       | —                        | 93                       |                                | Lemonade                                    |
| "6 Inch" (hợp tác với The Weeknd)                                                | 2016 | 18                       | 10                       | 35                       | 31                       | 71                       | —                        | —                        | 47                       | —                        | 61                       |                                | Lemonade                                    |
| "Love Drought"                                                                   | 2016 | 47                       | 28                       | 69                       | 84                       | —                        | —                        | —                        | 152                      | —                        | —                        |                                | Lemonade                                    |
| "Sandcastles"                                                                    | 2016 | 43                       | 27                       | 57                       | 79                       | —                        | —                        | —                        | 109                      | —                        | —                        |                                | Lemonade                                    |
| "Forward" (hợp tác với James Blake)                                              | 2016 | 63                       | 30                       | 85                       | —                        | —                        | —                        | —                        | 151                      | —                        | —                        |                                | Lemonade                                    |
| "Before I Let Go"                                                                | 2019 | 65                       | 24                       | 77                       | —                        | —                        | —                        | 71                       | —                        | —                        | —                        |                                | Homecoming: The Live Album                  |
| "Can You Feel the Love Tonight" (với Donald Glover, Billy Eichner và Seth Rogen) | 2019 | —                        | —                        | 87                       | —                        | —                        | —                        | 75                       | —                        | —                        | 93                       |                                | The Lion King                               |
| "Bigger"                                                                         | 2019 | —                        | —                        | —                        | —                        | —                        | —                        | —                        | —                        | —                        | —                        |                                | The Lion King: The Gift                     |
| "Find Your Way Back"                                                             | 2019 | —                        | —                        | —                        | —                        | —                        | —                        | —                        | —                        | —                        | —                        |                                | The Lion King: The Gift                     |
| "Already" (với Shatta Wale và Major Lazer)                                       | 2019 | —                        | —                        | 95                       | —                        | —                        | —                        | —                        | —                        | —                        |                          |                                | The Lion King: The Gift                     |
| "I'm That Girl"                                                                  | 2022 | 26                       | 11                       | 38                       | 45                       | 90                       | —                        | 55                       | —                        | —                        | 20                       |                                | Renaissance                                 |
| "Cozy"                                                                           | 2022 | 30                       | 13                       | 46                       | 52                       | 110                      | —                        | —                        | —                        | —                        | 27                       |                                | Renaissance                                 |
| "Alien Superstar"                                                                | 2022 | 19                       | 8                        | 31                       | 33                       | 73                       | 17                       | —                        | 46                       | 16                       | 15                       |                                | Renaissance                                 |
| "Energy" (hợp tác cùng Beam)                                                     | 2022 | 27                       | 12                       | 42                       | 46                       | 97                       | —                        | —                        | —                        | —                        | 23                       |                                | Renaissance                                 |
| "Church Girl"                                                                    | 2022 | 22                       | 10                       | 50                       | 51                       | 125                      | —                        | —                        | —                        | —                        | 19                       |                                | Renaissance                                 |
| "Plastic Off the Sofa"                                                           | 2022 | 41                       | 16                       | 89                       | 70                       | 198                      | —                        | —                        | —                        | —                        | 47                       |                                | Renaissance                                 |
| "Virgo's Groove"                                                                 | 2022 | 43                       | 17                       | 78                       | 65                       | 176                      | —                        | —                        | —                        | —                        | 46                       |                                | Renaissance                                 |
| "Move" (hợp tác cùng Grace Jones and Tems)                                       | 2022 | 55                       | 22                       | —                        | 72                       | —                        | —                        | —                        | —                        | —                        | 53                       |                                | Renaissance                                 |
| "Heated"                                                                         | 2022 | 51                       | 20                       | —                        | 69                       | —                        | —                        | —                        | —                        | —                        | 52                       |                                | Renaissance                                 |
| "Thique"                                                                         | 2022 | 53                       | 21                       | —                        | 75                       | —                        | —                        | —                        | —                        | —                        | 55                       |                                | Renaissance                                 |
| "All Up in Your Mind"                                                            | 2022 | 70                       | 28                       | —                        | 94                       | —                        | —                        | —                        | —                        | —                        | 82                       |                                | Renaissance                                 |
| "America Has a Problem"                                                          | 2022 | 69                       | 27                       | —                        | 100                      | —                        | —                        | —                        | —                        | —                        | 81                       |                                | Renaissance                                 |
| "Pure/Honey"                                                                     | 2022 | 64                       | 26                       | 96                       | 77                       | —                        | —                        | —                        | —                        | —                        | 62                       |                                | Renaissance                                 |
| "Summer Renaissance"                                                             | 2022 | 47                       | 18                       | 33                       | 40                       | 180                      | —                        | —                        | —                        | —                        | 38                       |                                | Renaissance                                 |
| "—" biểu thị cho bài hát không được xếp hạng hay phát hành tại đây.              |      |                          |                          |                          |                          |                          |                          |                          |                          |                          |                          |                                |                                             |